# Paul Foerster
Paul Foerster, né le 19 novembre 1963 à Rangely, est un skipper américain.

## Carrière
Paul Foerster participe aux Jeux olympiques de 1992 à Barcelone et remporte la médaille d'argent dans l'épreuve du Flying Dutchman. Lors des Jeux olympiques d'été de 2000 et lors des Jeux olympiques d'été de 2004, il remporte une nouvelle médaille d'argent puis le titre olympique dans l'épreuve du dériveur double 470, tout d'abord avec comme coéquipier Robert Merrick puis aux côtés de Kevin Burnham.